# マルクス・ヴァンハラ
マルクス・ヴァンハラ（Markus Vanhala、1981年4月2日 - ）は、フィンランドのヘヴィメタルミュージシャン（ギタリスト）。オムニアム・ギャザラムのギタリストであり中心人物、またインソムニウムのギタリストとして著名。
日本では、ファーストネームが英語読みのマーカスと書かれることもある。

## 略歴
フィンランド南部の港町・コトカの出身。音楽に触れるようになったのは5歳の時に両親がマルクスをピアノ学校に入れたためである。マルクス曰く、両親はマルクスを第二のヴォルフガング・アマデウス・モーツァルト、少なくとも第二のジャン・シベリウスにするつもりだったとのこと。しかし、6歳の頃にハードロックやヘヴィメタルを知り、クラシックピアニストとしての活動はそれほど良いものではなくなってしまった。その後もピアノを続けていたが、12歳の時にミュージック・ビデオで多くのギタリストを見たことで、ピアノを辞め、ギタリストへと転向する。13歳の時、学校の第7学年の時、学校のイブニング・パーティーでヘヴィメタルの楽曲のカヴァーを演奏したのが、初めてのライヴの経験である。この時、マルクスはギターに加えてボーカルも務めていた。時間を経るにしたがって、マルクスの音楽的趣向はよりハードでヘヴィな方向へと変化し、デス、セパルトゥラ、カーカス、アナイアレイターといったバンドを聴くようになった。この変化の中で、隣国スウェーデンのイン・フレイムスやエッジ・オブ・サニティ、アット・ザ・ゲイツ、オーペス、ダーク・トランキュリティといったバンドによるメロディックデスメタルの勃興、ノルウェーのエンペラー、ウルヴェル、メイヘムといったバンドによるブラックメタルの潮流に触れたことで、メロディックデスメタルへの傾倒を強めていく。
15歳の時、オッリ・ラッパライネンと共にメロディックデスメタルバンド・オムニアム・ギャザラムを結成。マルクス曰く、このバンドが自身が初めて結成した「本当の」バンドである。オムニアム・ギャザラムは、その後多くのメンバーチェンジを経つつも2015年現在も活動を継続し、6枚のアルバムをリリースしている。また、2000年にプログレッシヴメタルバンド・マニトウに加入。マニトウでは3枚のアルバムに参加したが、2009年に同バンドは解散している。この解散後、マニトウの新旧メンバーによって結成されたハードロックバンド・ウルフトラップにも参加している。2005年には、プログレッシヴメタルバンド・マルプラクティスに加入。2015年までに2枚のアルバムに参加している。更に、2002年にはブルータルデスメタルバンド、ゴア・ペネトレイションを結成。同バンドでは2枚のアルバムに参加した。また、同バンドではファックフェイス (Fuckface)というステージネームを使用していた。
加えて、2009年にはカラヨキ出身のメロディックデスメタルバンド、ディアブロの、2011年にはヘイノラ出身のプログレッシヴメタルバンド、プレッシャー・ポインツのライヴミュージシャンを務めている。
2011年に、ヴィレ・ヴァンニの脱退したインソムニウムに加入した。しかしながら、オムニウム・ギャザラムとの兼ね合いがあり、加入当初はライブに参加できなかったことがある。そのため、元エンター・マイ・サイレンスのツォーマス・ヤッピネンがライブギタリストとしてインソムニウムのライブに参加したことがある。
学業面では、キュメンラークソ応用科学大学で経営学学士を取得している。

## 使用機材
インソムニウム、オムニアム・ギャザラムでの使用機材。
- Jackson USA guitars
  - Jackson King V
  - Jackson Randy Rhoads
- Mesa/Boogie amplification
- Marshall cabinets
- Seymour Duncan pickups
- Effects from Line6
- Boss
- MXR
- TC Electronics
- Dunlop Jazz III XL picks

## ディスコグラフィ

### オムニアム・ギャザラム
オムニアム・ギャザラム#ディスコグラフィーを参照

### インソムニウム
- 2013年 Ephemeral (EP)
- 2014年 Shadows of the Dying Sun

### マルプラクティス
- 2008年 Triangular
- 2014年 Turning Tides

### マニトウ
- 2001年 Brothers Promise (Demo)
- 2002年 The Valley of Evergreen (Demo)
- 2004年 The Mad Moon Rising
- 2006年 Fools in Control (Single)
- 2006年 Deadlock
- 2007年 No Signs of Wisdom

### ゴア・ペネトレイション
- 2002年 Cadaverous Passion
- 2003年 Fetish Concept

### ゲスト参加
- 2005年 アモラル - Decrowning（1曲のギターソロに参加）
- 2010年 イヴマスター - New Age Dawns (Single)（ギターで参加）
- 2010年 イヴマスター - III（ギターで参加）
- 2010年 オデッセイ - Reinventing the Past（ギターで参加）
- 2012年 バレン・アース - The Devil's Resolve（ギター・スキール音で参加）

### プロデュース作品
- 2011年 オムニアム・ギャザラム - New World Shadows
- 2013年 オムニアム・ギャザラム - Beyond